# Hemigaleidae
Hemigaleidae – rodzina drapieżnych ryb chrzęstnoszkieletowych zaliczana do rzędu żarłaczokształtnych (Carcharhiniformes).

## Klasyfikacja
Rodzaje zaliczane do tej rodziny:
- Chaenogaleus Gill, 1862 – jedynym przedstawicielem jest Chaenogaleus macrostoma (Bleeker, 1852)
- Hemigaleus Bleeker, 1852
- Hemipristis Agassiz, 1835 – jedynym przedstawicielem jest Hemipristis elongata (Klunzinger, 1871)
- Paragaleus Budker, 1935